# Pochówek antywampiryczny
Pochówek antywampiryczny – zabiegi, których celem, zgodnie z dawnymi wierzeniami, rozpowszechnionymi zwłaszcza na obszarach słowiańskich, miało być zapobieżenie wyjścia z grobu osoby uznawanej za wampira lub upiora, strzygę.

## Opis
Najczęściej stosowanymi metodami był pochówek z twarzą skierowaną do dołu, skrępowanie zwłok sznurami i pochowanie w pozycji embrionalnej, odcięcie głowy, przyciśnięcie zwłok głazem lub przebicie klatki piersiowej ostrym przedmiotem. Również niektóre elementy zwykłych obrzędów pogrzebowych posiadają znaczenie antywampiryczne, np. wynoszenie zmarłego nogami do przodu, aby nie widział drzwi od zewnątrz i nie mógł do nich trafić, sypanie ziemi na trumnę.
Znaleziska tego typu na terenach polskich są szczególnie częste z pierwszych wieków po chrystianizacji (X–XIII w.), gdy obrządek pogrzebowy był już chrześcijański, a wciąż żywe były pewne wierzenia pogańskie. Praktyki takie były stosowane w przypadku osób, które nie w pełni przyjęły nową wiarę, zajmowały się magią itd. Pochówki takie odkryto m.in. w Sandomierzu i podczas niedawnych wykopalisk pod płytą krakowskiego Rynku.
Ostatnie pochówki antywampiryczne przeprowadzano jeszcze w latach 30. XX wieku. Znana jest relacja kobiety, która obserwowała pochówek tego typu w 1914 roku w Starych Mierzwicach w gminie Sarnaki (woj. mazowieckie). Odkopano wtedy zwłoki rzekomego wampira i odcięto od nich głowę.